# Азизе
„Азизе“ (на турски: Azize) е турски драматичен сериал, излязъл през 2019 г.

## Излъчване
| Сезон | Сезон | Епизоди | Начало на сезона   | Край на сезона      | Всички епизоди | ТВ сезон | ТВ канал |
| ----- | ----- | ------- | ------------------ | ------------------- | -------------- | -------- | -------- |
|       | 1     | 6       | 19 ноември 2019 г. | 28 декември 2019 г. | 1 – 6          | 2019     | Kanal D  |

## Сюжет
Внимание:  Текстът по-долу разкрива сюжета на произведението (или части от него)!
Животът на Мелек е разбит от могъща мафиотска организация ръководена от фамилия Алпан. Нейният баща се е опитвал да разобличи деянията на организацията, но е бил убит от нейни членове. Осемнадесет години по-късно Мелек се опитва да завърши неговото дело. Тя е променила името си на Азизе и работи като медицинска сестра. Тя успява да се внедри в дома на фамилията като медицинско лице, но плановете й се преобръщат след като се влюбва в Картал, който е част от това семейство.

## Актьорски състав
- Буура Гюлсой – Картал Алпан
- Ханде Ерчел – Азизе Гюнай
- Мустафа Йълдъран – Балкан Алпан
- Тугай Мерджан – Окан
- Четин Саръкартал – Искендер Алпан
- Мустафа Авкъран – Барбарос Каракая
- Дуйгу Саръшан – Ася Гюндоган
- Селен Йозтюрк – Туна Алпан
- Башак Дашман – Йълдъз Алпан
- Орхан Кълъч – Аднан Бардар
- Серкан Атънташ – Яман Йозсой
- Асуман Чакър – Айнур Алпан
- Уфук Шен – Хасан Алпан
- Джейлян Батъ – Джейда Алпан
- Зейнеп Къзълтан – Гюл Алпан
- Дженк Кангьоз – Осман Тарван
- Ефекан Джан – Кузей Алпан
- Едже Мирай – Селин Алпан